# 李铁映
李铁映（1936年9月18日—），汉族，湖南长沙人，在陕西保安出生，中国共产党、中华人民共和国政治人物，原副国级领导人。曾任中共第十三、十四、十五届中央政治局委员，第十届全国人大常委会副委员长，国务委员，中国社会科学院院长，现任中国延安精神研究会会长。
李铁映的父亲李维汉是中共高层元老，中华人民共和国成立前曾担任过相当于现在的中共中央政治局常委一级的党内最高层领导职务和中共中央秘书长，中华人民共和国成立后曾担任政务院秘书长、全国人大常委会副委员长、全国政协副主席、中共中央统战部部长、中央顾问委员会副主任，是毛泽东在湖南省立第一师范学校的同学；李铁映的母亲金维映曾经是邓小平第二任妻子。

## 生平

### 早年经历
李铁映出生于陕甘宁边区保安县；1950年入北京师大附中二部学习；1955年4月，在中学加入中国共产党。毕业后，考入原北京俄语专科学校，1955年被派赴捷克斯洛伐克查理大学物理系学习；1961年毕业回国。
回国后，进入原国防部下属军事无线电电子科学研究院（即“国防部第十研究院”）工作（现役军人）；其间于1964年至1965年在上海外国语学院进修日语。1965年，转业地方；进入原第四机械工业部下属科研单位工作。文化大革命爆发后，曾受到冲击，在单位劳动；1972年，恢复工作。

### 弃学从政
1978年，42岁的李铁映调原四机部在沈阳的一所研究机构任职，同时兼任辽宁省科协副主席，初入政界。此后，历任中共沈阳市委书记（当时设有第一书记），中共辽宁省委书记（当时设有第一书记）；1982年，在中共十二大上，当选候补中央委员；1985年，出任电子工业部部长；1987年11月，在中共十三届一中全会上，以51歲之齡进入中共中央政治局，成為党和国家领导人；同年任国家经济体制改革委员会主任、党组书记；1988年4月，在第七届全国人大第一次会议上，被任命為国务委员兼国家教育委员会主任、党组书记，成为党和国家领导人；1992年10月19日，李铁映在中共十四届一中全会上当选中共中央政治局委员；1993年3月至1998年3月連任国务委员，并兼任国家体改委主任；1997年9月19日，李铁映在中共十五届一中全会上连任中共中央政治局委员；1998年3月，出任中国社会科学院院长（至2003年1月）。
2002年11月15日，李铁映在中共十六届一中全会后卸任中共中央政治局委员。2003年3月，李铁映在十届全国人大一次会议上当选全國人大常委會副委員長；2004年1月起，出任中国延安精神研究会会长。
2008年3月，71岁的李铁映在十一届全国人大一次会议后卸任全国人大常委会副委员长退休。

### 退休生活
2013年5月13日，李铁映以“中国延安精神研究会会长”的身份到湖北日报传媒集团进行考察，指示媒体要坚持意识形态斗争、会打文仗，同时要警惕西方渗透，不要用“阿拉伯之春”、“颜色革命”等词汇误导读者。

## 家庭
- 父亲：李维汉，是毛泽东在湖南省立第一师范学校的同学，中国共产党早期主要领导人之一，在中共建政之前就长期担任中共党内高层领导职务，包括中共中央秘书长。中华人民共和国成立后长期担任党和国家领导人职务。
- 母亲：金维映，是邓小平的第二任妻子，曾参加红军长征。
- 弟弟：李铁林，曾任中共中央组织部副部长。
- 夫人：秦新华，是前中共中央总书记博古（秦邦憲）之女，有一子李力践（2010年去世）。

## 著作
- 《论民主》2001中国人民大学出版社
- 《劳动价值论问题读书笔记》2003社会科学文献出版社
  - 《劳动价值论笔记》2017人民出版社
- 《大学笔记》，2008高等教育出版社。李铁映在布拉格查理大学数理学院的学习笔记，分为A、B两卷，包括了原子物理、高等代数、物理实验、光学笔记、经典力学、量子力学、频谱分析、广义相对论、毕业论文草稿等许多手稿。
- 《改革开放探索》（上下册）2008中国人民大学出版社
- 《电子工业发展与改革（一九八五—一九八八）》（上、下册），2009电子工业出版社
- 《哲思集》中国社会科学出版社
- 《率真瓷：李铁映陶瓷作品集》2010荣宝斋出版社
- 《李铁映书：老子·道德经》2011文物出版社
- 《心游迹 李铁映绘画作品集》2011文物出版社
- 《心游迹 李铁映绘画作品集》（一涵三册，线装书），2013湖南美术出版社
- 《逍遥游 : 李铁映书逍遥游·庄子》2013湖南美术出版社
- 《炎帝祭》2011湖北人民出版社
- 《美学札记》中国人民大学出版社
- 《中国教育改革发展探索》上下册，2014人民教育出版社
- 《思语迹 李铁映自选集》上下册，2015中国社会科学出版社
- 《李铁映社科文集》上中下三册，2015中国社会科学出版社
- 《要有自己的历史观》2016人民出版社
- 《中国哲学典籍大全提要》合著，2018中国社会科学出版社

主编
- 《中国人文社会科学前沿报告No.1(2000年卷)》2002社会科学文献出版社
- 《中国人文社会科学前沿报告No.2(2001年卷)》2003社会科学文献出版社
- 《中国人文社会科学前沿报告No.3(2002年卷)》2004社会科学文献出版社
- 《周易玩辞》2021中国社会科学出版社

外文著作
- 《ON DEMOCRACY：论民主（英文版）》2001中国社会科学出版社
- 《论民主 俄文版》2009 中国人民大学出版社
- 《Реформы и открытость》（《改革·开放·探索》俄文版）2011 中国人民大学出版社